# Adoniram Byfield
Adoniram Byfield ou Bifield (mort en 1660) est un pasteur anglais, l'un des scribes de l'Assemblée de Westminster. Les procès-verbaux survivants de l'Assemblée, qui, selon un projet visant à les faire publier, "constituent sans doute le texte religieux non publié le plus important de la Grande-Bretagne du XVIIe siècle", comptent plus d'un demi-million de mots et sont presque tous écrits par Byfield .

## Biographie
Il est le troisième fils de Nicholas Byfield, probablement né avant 1615. Il fait ses études à l'Emmanuel College de Cambridge où il s'inscrit en 1620 et obtient son baccalauréat en 1624. Il est ordonné en 1625 et devient vicaire perpétuel de l'église de Londres All Hallows Staining en 1629 .
En 1642, il est aumônier du régiment de Sir Henry Cholmondeley. Le 6 juillet 1643, il est nommé l'un des deux scribes de l'Assemblée de Westminster, l'autre étant Henry Roborough. Leur assistant est John Wallis. Les scribes ne sont pas membres de l'assemblée dont ils gardent les annales, et ils ne sont pas autorisés au début, comme les membres, à porter leur chapeau ; mais en commun avec les autres théologiens, les scribes ont droit à l'allocation (irrégulièrement payée) de quatre shillings par jour. Pour leur peine, ils reçoivent le droit d'auteur du Directory of Public Worship (commandé pour être publié le 13 mars 1645), qu'ils vendent pour 400 £.
C'est au cours de la séance de l'assemblée que Byfield obtient d'abord le presbytère sinécure puis le vicariat de Fulham. Isaac Knight lui succède au presbytère en 1645 et au vicariat en 1657. À une date inconnue entre 1649 et 1654, Byfield reçoit une nomination au presbytère de Collingbourne Ducis, Wiltshire, succédant à Christopher Prior. Byfield n'est pas dérangé à la Restauration.
En 1654, il est nommé l'un des commissaires adjoints du Wiltshire, en vertu de l'ordonnance du 29 juin pour l'éjection des ministres scandaleux, et est actif parmi eux, par exemple contre Walter Bushnell, vicaire de Box, (éjecté en 1656). La pratique de l'assemblage de Byfield le rend pointu en tant qu'examinateur. Il meurt intestat à Londres, dans la paroisse de St. Martin-in-the-Fields, à la fin de 1660 ou au tout début de 1661. Sa femme, Katharine, lui survit et administre ses effets le 12 février 1661. Samuel Butler dans Hudibras en fait l'icône de ces fanatiques du presbytère dont les tactiques ouvrent la voie à l'indépendance religieuse.

## Œuvres
L'œuvre la plus importante de Byfield consiste dans les procès-verbaux manuscrits, ou brouillons, des débats de l'assemblée, qui sont presque entièrement rédigés de sa très difficile écriture. Ils sont conservés dans la bibliothèque du Dr Williams  et sont édités pour la première fois par Alexander Ferrier Mitchell (en) et John Struthers en 1874. Selon Mitchell, Byfield a publié un catéchisme quelques années avant la réunion de l'assemblée. En 1626, il édite la Règle de foi de son père, un ouvrage sur le Symbole des apôtres. À Byfield est attribué Une brève vue de M. Coleman son nouveau modèle de gouvernement de l'Église, 1645. Il aide également Chambers dans ses excuses pour les ministres du comté de Wiltshire de 1654.